# Haligowce

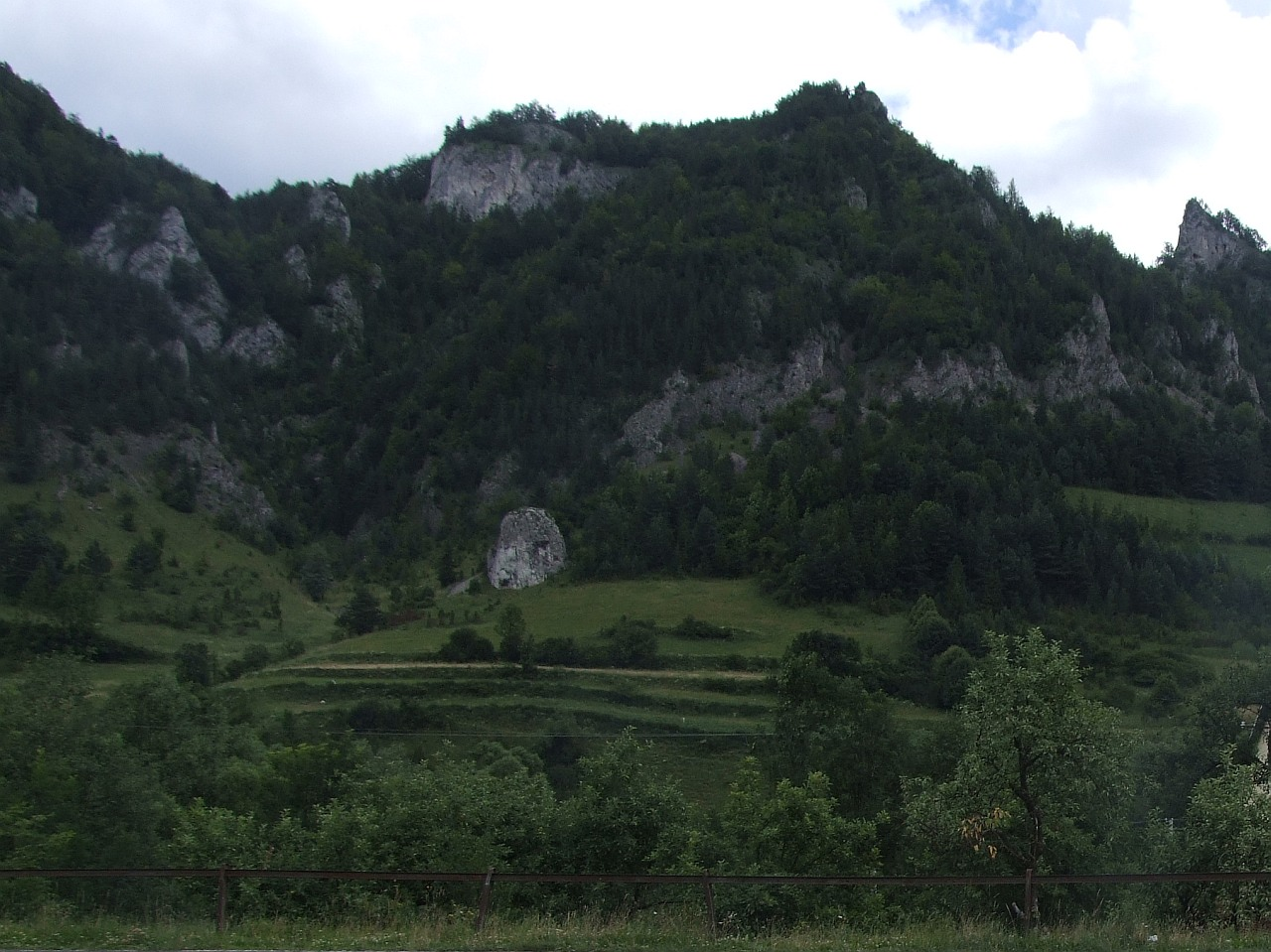
Haligowskie Skały

Haligowce (słow. Haligovce) – wieś (obec) na słowackim Spiszu w powiecie Lubowla.

## Historia
Założona została na prawie niemieckim na początku XIV w. przez ród Görgyów. Założono ją na tzw. surowym korzeniu. Pierwsza wzmianka o miejscowości pochodzi z lat 1334–1338. W roku 1435 kwaterował tutaj ze swoimi ludźmi Piotr Axamit, jeden z przywódców husytów. Ukrywał się przed wojskami węgierskimi w jaskini na zboczach góry, która od jego nazwiska obecnie nosi nazwę Aksamitka. Przez jakiś czas w XIV i XV w. (do 1657) tereny Haligowców były w posiadaniu zakonników kartuzów z Czerwonego Klasztoru. W 1751 wieś zwiedzała ekspedycja wiedeńskich uczonych, której przewodnikiem był kieżmarski badacz Tatr i zbieracz minerałów Jakob Buchholtz. To wówczas dowiedzieli się oni od miejscowej ludności o "smoczych" kościach w jaskini na Haligowskich Skałach. Dzisiaj ta jaskinia nosi nazwę Aksamitka (również od nazwiska Piotra Axamita). Ludzi w Haligowcach z czasem przybywało: w 1823 wieś miała 100 domów, w 1913 austriackie rejestry wykazują 556 mieszkańców, w tym 10 grekokatolików, 3 ewangelików i 12 Żydów. W 1809 utworzono tutaj oddzielną parafię. Wieś pod koniec XIX w. przeludniła się. Wielu mieszkańców ratowało się emigracją „za chlebem”, głównie do USA, niektórzy dorabiali wypalaniem wapna z pienińskich wapieni, wytłaczaniem oleju lnianego, wożeniem furmankami wczasowiczów z Czerwonego Klasztoru, a także drutowaniem garnków, co było czymś wyjątkowym, z zasady bowiem czynnością tą zajmowali się Łemkowie.
Miejscowość ma typową dla słowackiego Spiszu zwartą zabudowę. Obecnie wieś nadal ma charakter rolniczo–pasterski, chociaż coraz więcej jej mieszkańców ma już inne źródła utrzymania. Miejscowość stawia również na turystykę.

## Położenie geograficzne i turystyka
Miejscowość położona jest na granicy dwóch regionów geograficznych: Pienin i Magury Spiskiej w dolinie rzeki Lipnik oraz w dolinie płynącego przez Magurę Spiską jego dopływu, potoku Rychwałd. Górna część miejscowości (około 560 m n.p.m.) ukryta jest w Magurze Spiskiej pomiędzy wzniesieniami Bucznika (750 m) i Kobylej Góry (877 m). Przez miejscowość przebiega droga z Czerwonego Klasztora do miejscowości Hniezdne, gdzie krzyżuje się z drogą krajową nr 77 (do miejscowości Lubowla lub Biała Spiska).
Największą atrakcją turystyczną miejscowości są bardzo oryginalne Haligowskie Skały (obszar ochrony ścisłej). Zabytkowy kościół Nawiedzenia Najświętszej Matki Boskiej wybudowano w 1757. W oddalonych od centrum wsi osiedlach zachowały się jeszcze tradycyjne drewniane domy w stylu spiskim. W miejscowości istnieje motel Goralský Dvor z restauracją, wyciąg narciarski i źródła wody mineralnej.
Szlaki turystyczne
  zielony: Haligowce – przełęcz Pod Płaśniami – Leśnica. 2.05 h, ↓ 2.05 h

## Kultura
We wsi jest używana gwara spiska, zaliczana przez polskich językoznawców jako gwara dialektu małopolskiego języka polskiego, przez słowackich zaś jako gwara przejściowa polsko-słowacka.